# Ча (буква армянского алфавита)
Չ, չ (арм. չաо файле, ча) — двадцать пятая буква армянского алфавита. Создал Месроп Маштоц в 405—406 годах.

## Использование
И в восточноармянском, и в западноармянском языках обозначает звук [t͡ʃʰ]. Числовое значение в армянской системе счисления — 700.
Использовалась в курдском алфавите на основе армянского письма (1921—1928) для обозначения звука [t͡ʃʲ].
В системах романизации армянского письма передаётся как č (ISO 9985), chʻ (ALA-LC), chʼ (BGN/PCGN). В восточноармянском шрифте Брайля букве соответствует символ ⠟ (U+281F), а в западноармянском — ⠡ (U+2821).

## Слова на ча
В общем объёме армянского словаря слова начинающиеся на ча занимают меньше одного процента.
Пример:
- չորս (чорс) — четыре.
- չորեքշաբթի (чорэкшапти) — среда.
- չար (чар) — злой, озорной

## Кодировка
И заглавная, и строчная формы буквы ча включены в стандарт Юникод начиная с версии 1.0.0 в блоке «Армянское письмо» (англ. Armenian) под шестнадцатеричными кодами U+0549 и U+0579 соответственно.

## Галерея

Округлый еркатагир
Прямолинейный еркатагир
Болоргир
Нотргир
Шхагир